# Claire Coffee
Claire Coffee (ur. 14 kwietnia 1980 w San Francisco) – amerykańska aktorka filmowa i telewizyjna. Występowała w jednej z głównych ról w serialu Grimm.

## Życiorys
Urodziła się 14 kwietnia 1980 w San Francisco.
Występowała w takich filmach jak: Dzikie żądze: Nieoszlifowane diamenty (2005), Remarkable Power (2008) czy Buddymoon (2016). Pojawiła się w serialach Prezydencki poker (2003, 3 odcinki), Kości (2006), CSI: Kryminalne zagadki Las Vegas (2006), Agenci NCIS (2006), CSI: Kryminalne zagadki Miami (2007) The Good Guys (2010), Franklin & Bash (2011–2012, 7 odcinków) i Bananowy doktor (2013).
W roli doktor Nadine Crowell wystąpiła w 179 odcinkach opery mydlanej Szpital miejski. W latach 2011–2017 występowała w roli Adalind Schade w nagradzanym serialu Grimm. Pojawiła się w 89 odcinkach, kręconej w Portlandzie, produkcji.